# Petronas Towers

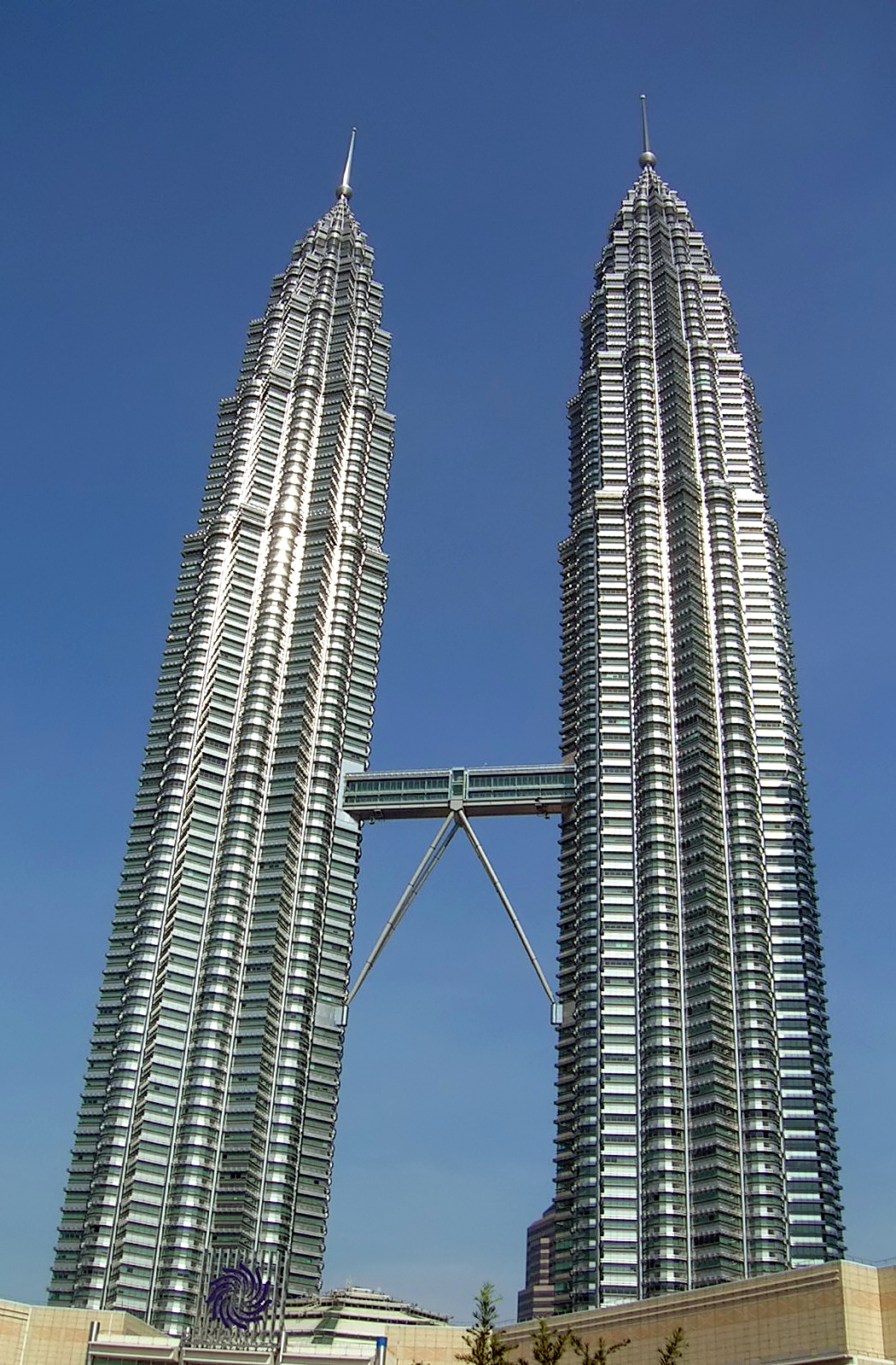
Petronas Towers

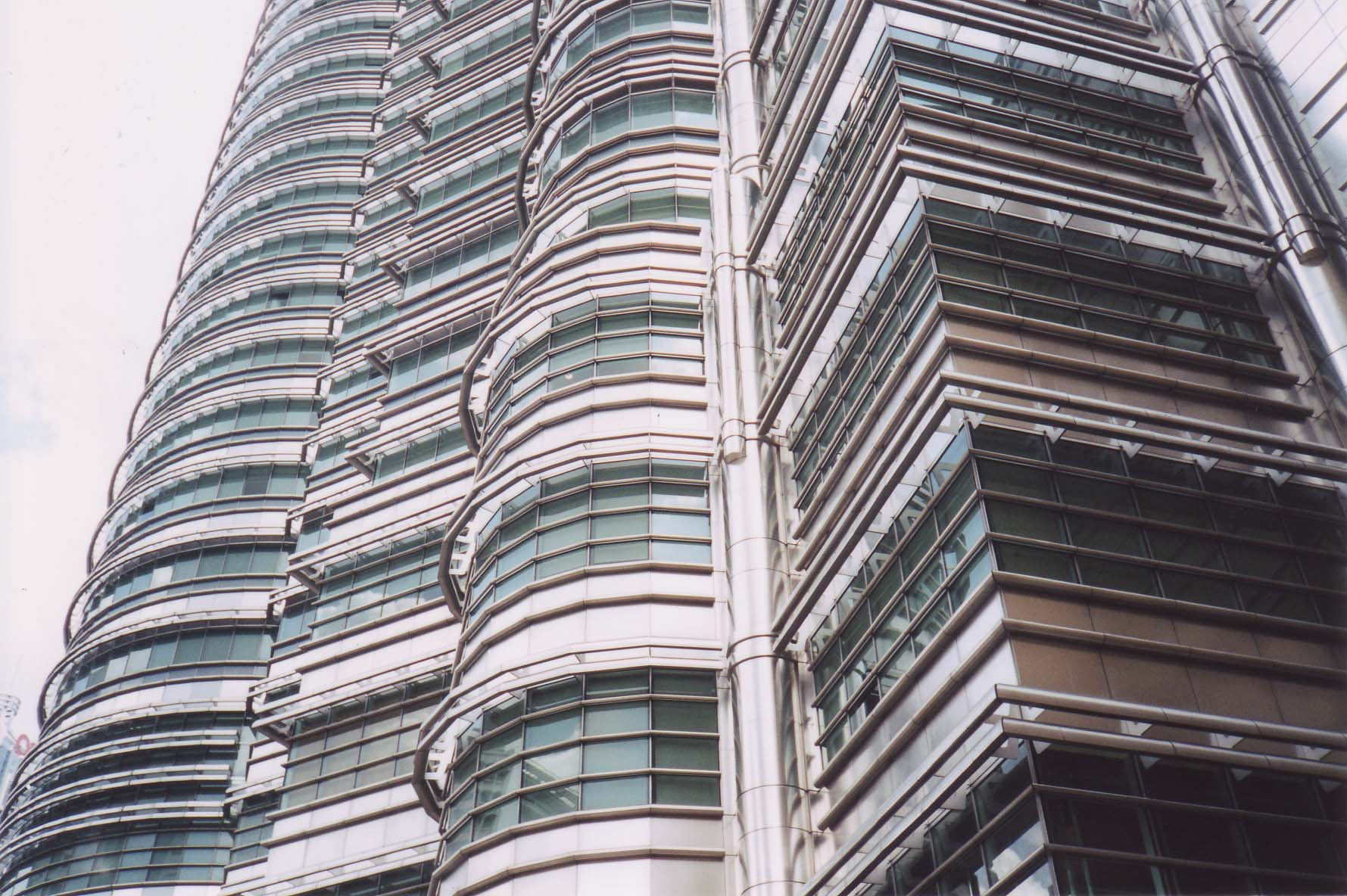
Elewacja Petronas Towers

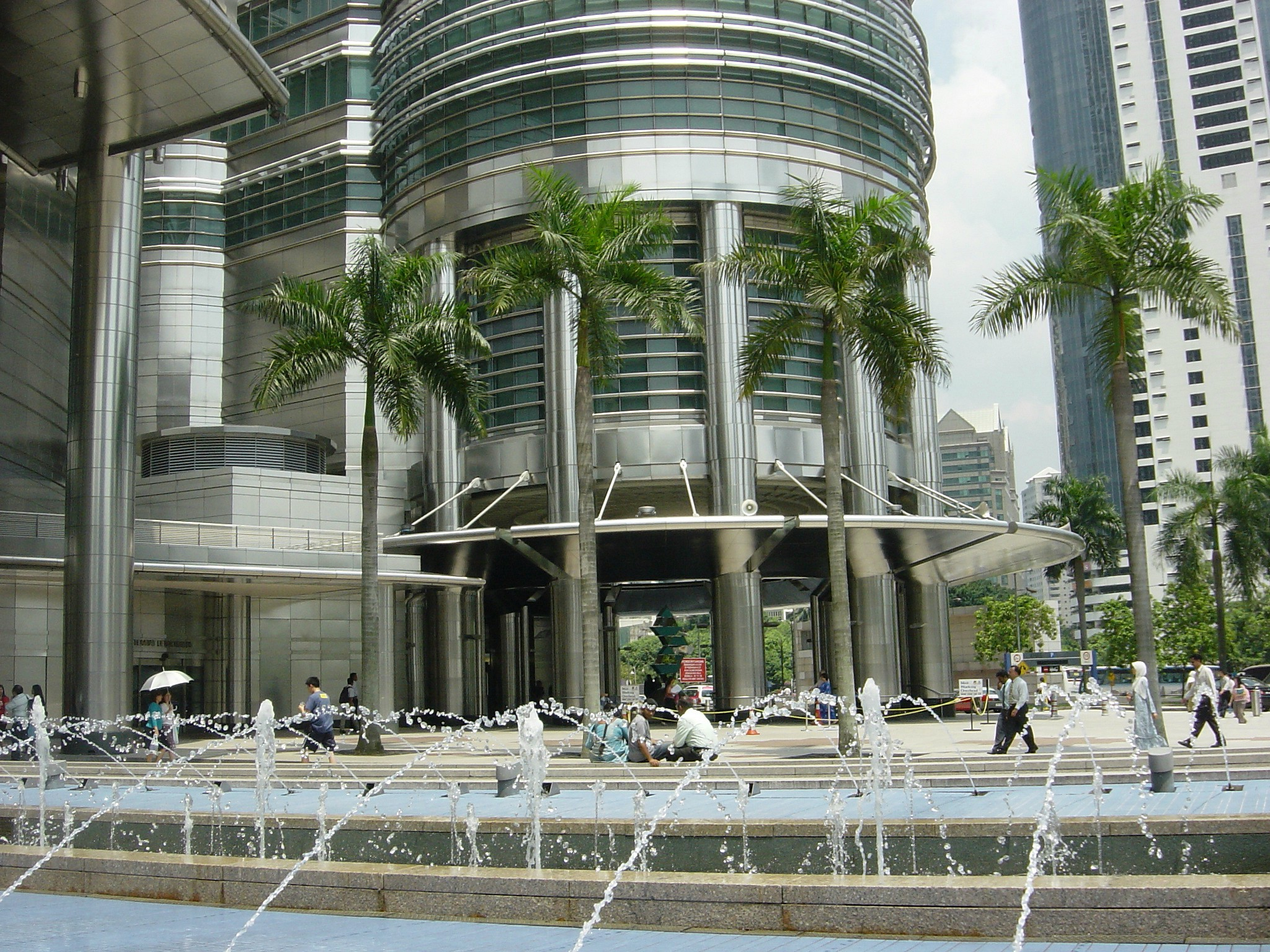
Jedno z wejść do budynku

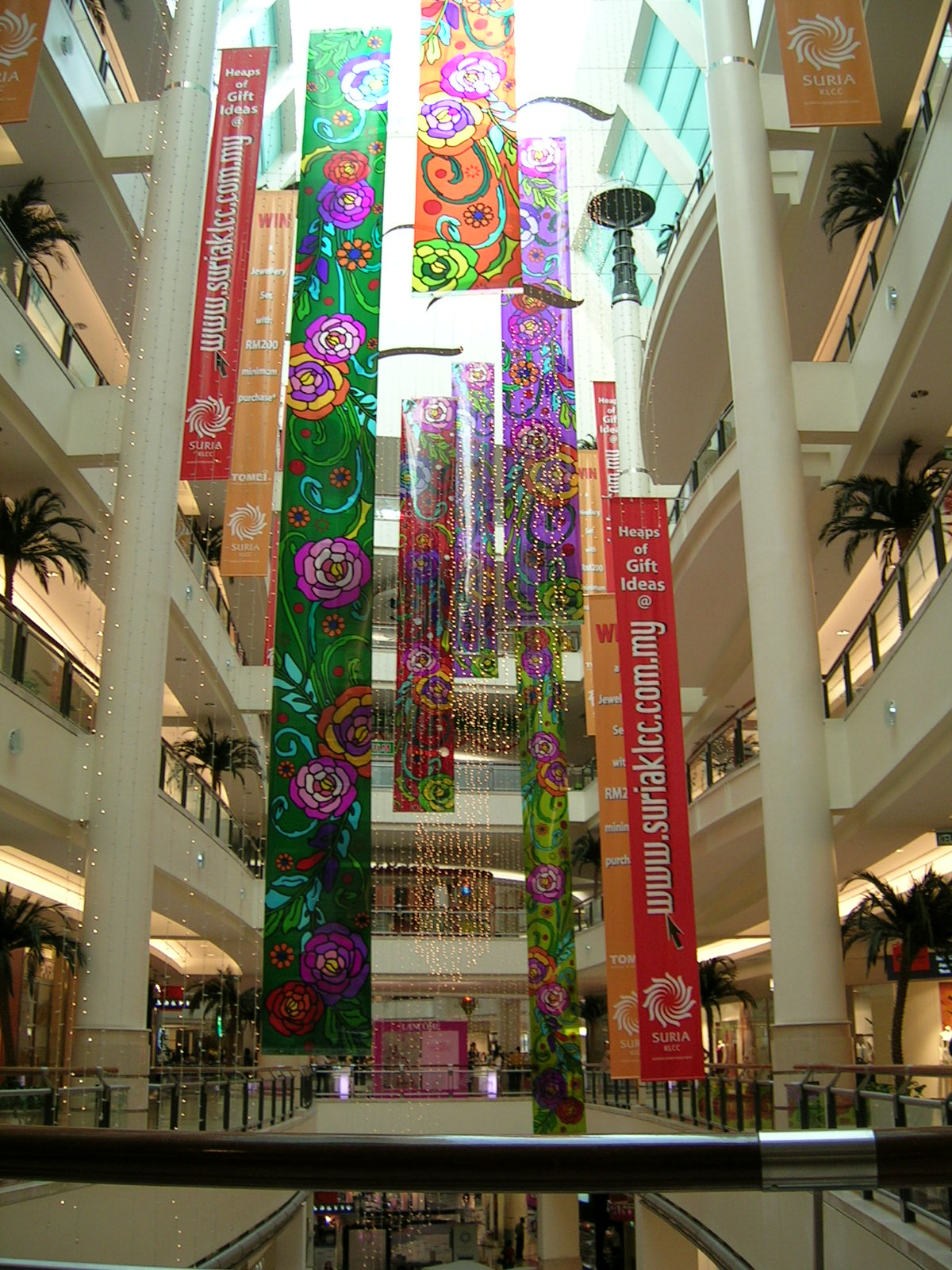
Centrum handlowe

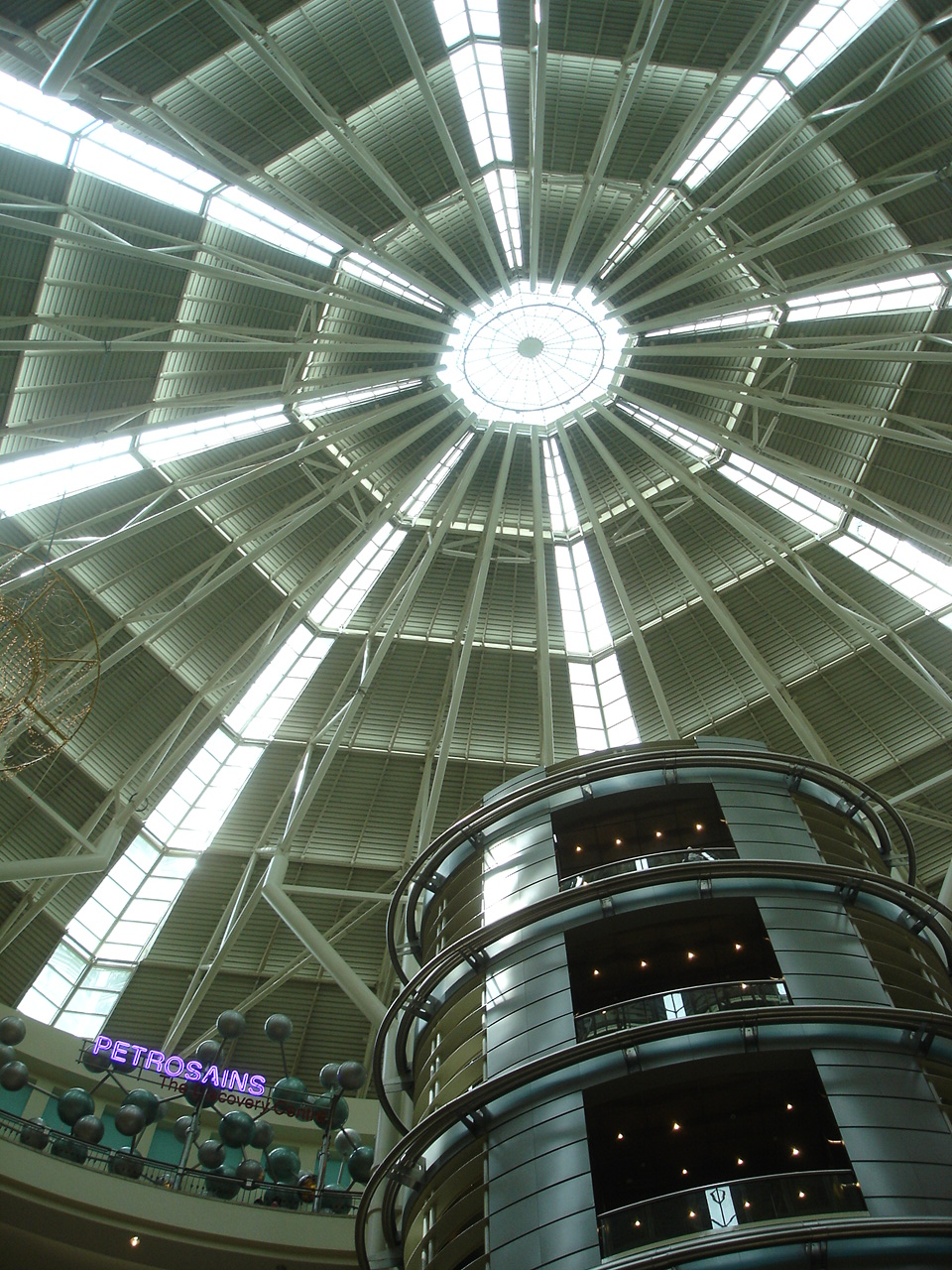
Olbrzymie atrium

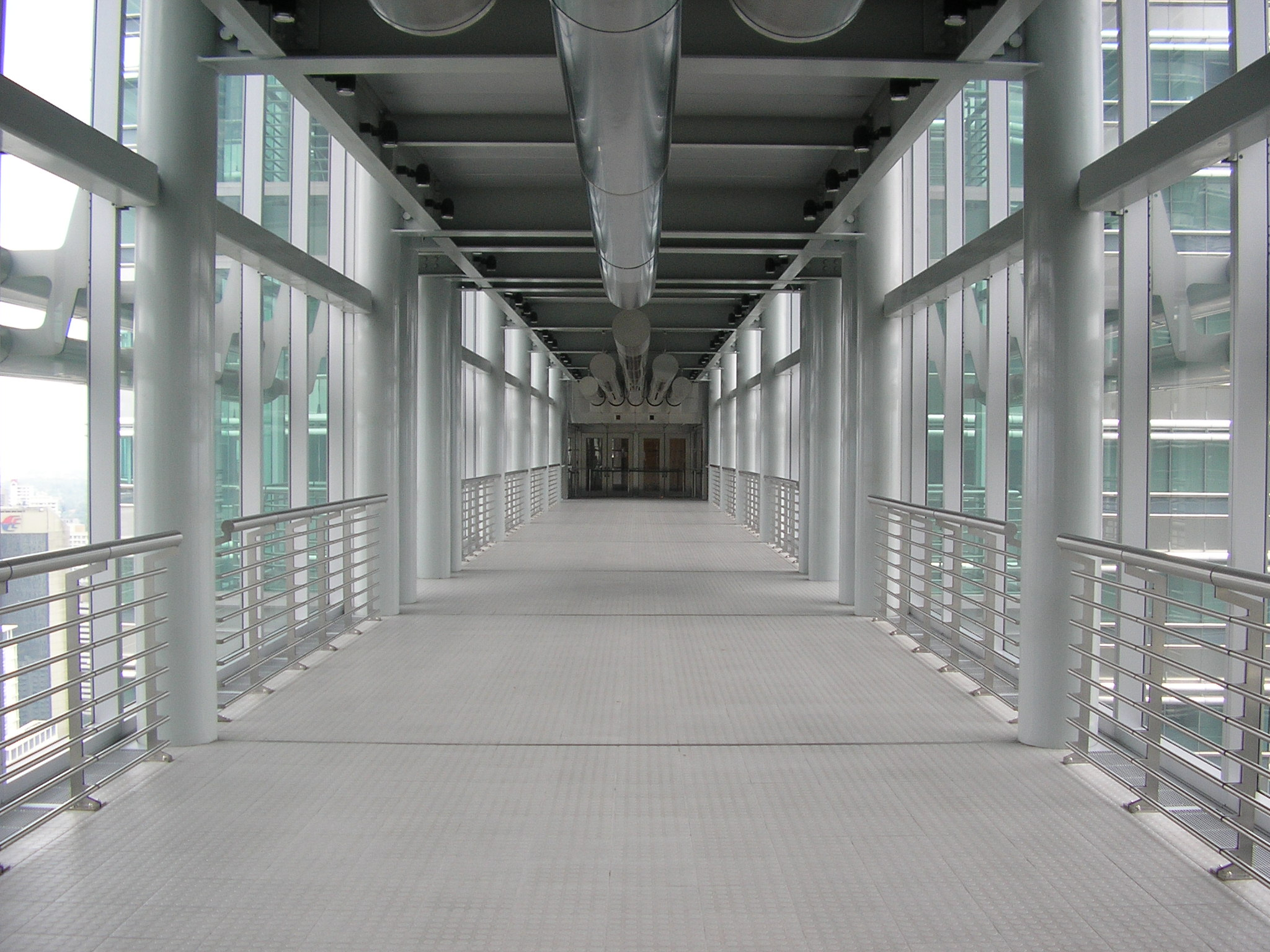
Zewnętrzny most w Petronas Towers

Przekrój budynku pokazujący schemat powstawania kształtu elewacji

Petronas Towers – dwie wieże w Kuala Lumpur, stolicy Malezji, o wysokości 452 metrów, jedne z najwyższych budowli świata. Zachowują one tytuł najwyższych bliźniaczych wież świata oraz budynków zbudowanych przed końcem XX wieku. Petronas Towers były najwyższymi budynkami świata od roku 1998 do 2004. Dwa drapacze chmur są połączone przejściem (mostem) o długości 58 m na poziomie 41. i 43. piętra.

## Historia
Wieże zaprojektował argentyński architekt César Pelli, a oddano je do użytku w 1998 roku. Mający 88 czterometrowych pięter nad ziemią i 4 piętra pod ziemią wieżowiec zbudowany jest głównie z żelbetu; elewacja wykonana jest ze szkła i stali. Wieże zbudowano na miejscu dawnego hipodromu. Twarda skała jest w tym miejscu osadzona bardzo głęboko, przez co budynek posiada prawdopodobnie najgłębsze fundamenty na świecie, sięgające na około 150 metrów w głąb ziemi i wymagające ogromnych ilości betonu.
Nietypowym posunięciem było wynajęcie dwóch różnych firm do budowy obu wież. Konkurencję wygrała firma Samsung Constructions odpowiedzialna za wieżę 2, mimo że zaczęli miesiąc później od budowniczych wieży 1, firmy Hazama Corporations, i choć później wystąpiły problemy z odchyleniami wieży od idealnego pionu (ok. 25 mm). Wieże zostały zbudowane na szkielecie dwóch żelbetowych rdzeni o wymiarach 23 x 23 metry otoczonych kręgiem bardzo wysokich kolumn, na których oparła się konstrukcja budynku.
Architektura wież nawiązuje do sztuki islamskiej, co wiąże się z tym, że głównym wyznaniem w Malezji jest islam.

## Konstrukcja
Obie wieże mają łącznie 76 wind, do transportu używanych jest 29 dwupoziomowych wind i 10 ruchomych schodów, poza tym wieże na wysokości 41 i 43 piętra, czyli na wysokości 170 metrów połączone są ze sobą zewnętrznym mostem o długości 58,2 m. Windy zabierają jednorazowo 26 osób.
Przy budowie wież pracowało do siedmiu tysięcy robotników jednocześnie, którzy zużyli 160 tys. m³ betonu, 77 tys. m³ nierdzewnej stali, 208 pali o długości od 60 do 115m, pokrytych płytą żelbetową o grubości 4,3 m.
Budynki posiadają łącznie 65 tys. m² szyb, co daje liczbę 32 000 okien. Aby umyć każdą wieżę tylko raz, potrzeba około miesiąca.

## Przeznaczenie

### Biura
Petronas Towers jest budynkiem biurowym. Pierwsza wieża (Tower One) mieści w całości biura firmy Petronas. W drugiej wieży (Tower Two) wynajmowane są biura wielu firmom, między innymi:
- Accenture
- Al Jazeera International
- Bloomberg
- Boeing
- Exact Software
- IBM
- Khazanah Nasional Berhad
- McKinsey & Company
- Microsoft
- Royal Dutch/Shell

### Przejście między budynkami
Na 41 i 43 piętrze znajduje się przeszklone przejście między budynkami, dzięki któremu nie trzeba schodzić aż na poziom ulicy, by przejść z jednej wieży do drugiej. Przejście jest publicznie dostępne, otwarte od 8:00 do 16:30, wpuszczane są grupy po około 20 osób co 10 minut. Wjazd trwa 42 sekund, a na górze spędza się około 15 minut.

### Suria KLCC
Centrum handlowe znajdujące się na dole wieżowca. Znajduje się tam też Filharmonia Dewan, w której odbywają się koncerty Malezyjskiej Orkiestry Symfonicznej. W budynku znajduje się ponadto galeria sztuki, restauracje i bary.

### KLCC Park
Południowo-wschodnie wyjście centrum handlowego Suria KLCC jest skierowane w stronę parku poprzedzonego fontanną, przyciągającą tłumy turystów i fotografów. W znacznej mierze park jest otoczony przez budynki towarzyszące Petronas Twin Towers oraz rozległy budynek Kuala Lumpur Convention Centre, KLCC, połączony z ekskluzywnym Traders Hotel w południowej części parku.
Obszar zieleni zawiera ścieżki do spacerów i joggingu, stawy, wodospady kaskadowe oraz plac zabaw dla dzieci. Między wschodnim wejściem Traders Hotel a Suria KLCC nieustannie krąży pojazd do bezpłatnego przewozu osób. Pojazd zawraca na placu Petronas Twin Towers, między wyjściem Suria KLCC a fontannami.
Dolna, zewnętrzna część budynku Suria KLCC jest od strony parku przeznaczona na liczne restauracje i puby.

## Porównanie
Wybrane drapacze chmur (na czerwono zaznaczono wieżowce w budowie)